# Alfred Canales
Alfred Jeafran Canales Céspedes (ur. 27 kwietnia 2000 w Santiago) – chilijski piłkarz występujący na pozycji defensywnego lub środkowego pomocnika, od 2024 roku zawodnik Universidad Católica.